# Mistrzostwa Afryki Juniorów w Lekkoatletyce 2011
10. Mistrzostwa Afryki Juniorów w Lekkoatletyce – zawody lekkoatletyczne dla sportowców do lat 19, które odbyły się w stolicy Botswany Gaborone od 12 do 15 maja 2011. Areną zmagań sportowców był stadion miejscowego uniwersytetu.
W klasyfikacji medalowej pierwsze miejsce zajęła Południowa Afryka z 34 medalami (13 złotych, 13 srebrnych i 8 brązowych).

## Rezultaty

### Mężczyźni
| Konkurencja:                  | 1. miejsce                                                                         | Rezultat  | 2. miejsce                                                                     | Rezultat  | 3. miejsce                                                                               | Rezultat  |
| Bieg na 100 m                 | Gideon Trotter                                                                     | 10,49     | Tinashe Mutanga                                                                | 10,68     | Emile Erasmas                                                                            | 10,70     |
| Bieg na 200 m                 | Siphelo Ngquboza                                                                   | 20,94     | Tinashe Mutanga                                                                | 20,99     | Jonathan Mmaju                                                                           | 21,58     |
| Bieg na 400 m                 | Sadam Koumi                                                                        | 46,37     | Japhet Samuel                                                                  | 46,45     | Alfas Kishoyan                                                                           | 46,71     |
| Bieg na 800 m                 | Mohammed Aman                                                                      | 1:46,62   | Anthony Chemut                                                                 | 1:47,16   | Nijel Amos                                                                               | 1:47,38   |
| Bieg na 1500 m                | Hillary Maiyo                                                                      | 3:35,43   | Geofrey Barusei                                                                | 3:35,54   | Soresa Fida                                                                              | 3:36,38   |
| Bieg na 5000 m                | Yitayal Atnafu Zerihun                                                             | 13:38,52  | Abraham Kasongor                                                               | 13:39,17  | Thomas Ayeko                                                                             | 13:40,04  |
| Bieg na 10000 m               | Geoffrey Kirui                                                                     | 27:55,74  | Nicholas Togom                                                                 | 28:23,22  | Thomas Ayeko                                                                             | 28:27,54  |
| Bieg na 3000 m z przeszkodami | Gilbert Kirui                                                                      | 8:25,03   | Jairus Kipchoge                                                                | 8:28,08   | Jacob Araptany                                                                           | 8:30,63   |
| Bieg na 110 m przez płotki    | Amadou Ndiaye                                                                      | 14,33     | Tsepo Lefete                                                                   | 14,42     | Rami Gharsalli                                                                           | 14,49     |
| Bieg na 400 m przez płotki    | Abdelmalik Lahoulou                                                                | 51,69     | Jeremiah Mutai                                                                 | 51,93     | Shaun van Wyk                                                                            | 51,96     |
| Sztafeta 4 × 100 m            | Nigeria · Emuobonuvie Mamus · Harry Chukwudike · Jonathan Mmaju · Toyin Oladimeji  | 40,98     | Zimbabwe · Fungah Beukerwa · Abdul Simbili · Felby Mukucha · Tinashe Mutanga   | 41,66     | Mauritius · Thierry Ferdinand · Darren Paul · Jonathan Bardottier · Christopher Quenette | 41,81     |
| Sztafeta 4 × 400 m            | Sudan · Sadam Koumi · Abd Elraman Nadir · Mohamed Ahmed Ismail · Awad Elkarim Maki | 3:09,77   | Kenia · Jeremiah Mutai · Christopher Ngetich · Anthony Chemut · Alfas Kishoyan | 3:10,17   | Południowa Afryka · Gideon Trotter · Fernando Ledimo · Taariq Solomons · Shaun van Wyk   | 3:11,87   |
| Chód na 10000 m               | Tewfik Yesref                                                                      | 46:04,04  | Buzuneh Bekele                                                                 | 47:33,18  | Daba Gemeda                                                                              | 49:15,52  |
| Skok w dal                    | El Mehdi Kabbachi                                                                  | 7,69      | Roelf Pienaar                                                                  | 7,55      | Ojulu Lingo                                                                              | 7,45      |
| Trójskok                      | El Mehdi Kabbachi                                                                  | 15,84     | Fayçal Meddourene                                                              | 15,69     | Mosheleketi Goabaone                                                                     | 15,49     |
| Skok wzwyż                    | Hichem Krim                                                                        | 2,06      | Jan Steytler                                                                   | 2,04      | Aabobe Tshwanelo                                                                         | 2,04      |
| Skok o tyczce                 | Miqael Cilliers                                                                    | 4,90      | JF Burgers                                                                     | 4,80      | Hamza Harbaoui                                                                           | 4,40      |
| Pchnięcie kulą (6 kg)         | Hisham Abdelhamid Abdelaziz                                                        | 18,11     | Abdelmoneim El-Sayed                                                           | 18,07     | Johnny Botha                                                                             | 17,39     |
| Rzut dyskiem (1,75 kg)        | Amine Atik                                                                         | 56,08     | Charl Grobler                                                                  | 52,12     | Ifeanyi Augustine Nwoye                                                                  | 51,41     |
| Rzut młotem (6 kg)            | Islam Ahmed Taha                                                                   | 68,03     | Donovan Stebbing                                                               | 63,00     | Hesham Lofty Abdel Wahab                                                                 | 62,32     |
| Rzut oszczepem                | Rocco van Rooyen                                                                   | 75,72     | Dean Goosen                                                                    | 68,80     | Ahmed Samir El Shabramsly                                                                | 68,45     |
| Dziesięciobój (juniorski)     | Ahmad Saber Ahmad                                                                  | 6776 pkt. | Jason Roux                                                                     | 6416 pkt. | Ghobe Khanda                                                                             | 5886 pkt. |

### Kobiety
| Konkurencja:                  | 1. miejsce                                                                                             | Rezultat  | 2. miejsce                                                                    | Rezultat  | 3. miejsce                                                                       | Rezultat  |
| Bieg na 100 m                 | Josephine Omaka                                                                                        | 11,97     | Matlhaku Leungo                                                               | 12,01     | Chante van Tonder                                                                | 12,05     |
| Bieg na 200 m                 | Sonja van der Merwe                                                                                    | 23,78     | Fantu Magiso                                                                  | 23,90     | Nkiruka Uwakwe                                                                   | 23,94     |
| Bieg na 400 m                 | Fantu Magiso                                                                                           | 52,09     | Justine Palframan                                                             | 52,93     | Margaret Etim                                                                    | 53,23     |
| Bieg na 800 m                 | Annet Negesa                                                                                           | 2:04,94   | Cherono Koech                                                                 | 2:06,49   | Gerezine Gebremariam                                                             | 2:07,16   |
| Bieg na 1500 m                | Annet Negesa                                                                                           | 4:09,17   | Nancy Chepkwemoi                                                              | 4:09,25   | Stacy Ndiwa                                                                      | 4:15,84   |
| Bieg na 3000 m                | Azemra Gebru                                                                                           | 9:11,84   | Purity Cherotich Rionoripo                                                    | 9:14,58   | Waganesh Mekasha                                                                 | 9:16,82   |
| Bieg na 5000 m                | Caroline Chepkoech                                                                                     | 15:24,66  | Janet Kisa                                                                    | 15:24,75  | Genet Ayalew                                                                     | 15:27,96  |
| Bieg na 3000 m z przeszkodami | Birtukan Adamu                                                                                         | 9:53,80   | Zewdnesh Belachew                                                             | 10:02,99  | Veronica Ngososei                                                                | 10:06,52  |
| Bieg na 100 m przez płotki    | Kayla Gilbert                                                                                          | 14,25     | Liriska Botha                                                                 | 14,39     | Oarabile Babolayi                                                                | 14,40     |
| Bieg na 400 m przez płotki    | Jean-Marie Senekal                                                                                     | 59,21     | Tasabih Mohamed                                                               | 59,85     | Oarabile Babolayi                                                                | 1:00,88   |
| Sztafeta 4 × 100 m            | Południowa Afryka · Samantha Pretorius · Sonja van der Merwe · Zanri van der Merwe · Chante van Tonder | 46,11     | Nigeria · Margaret Benson · Goodness Thomas · Wisdom Isoken · Josephine Omaka | 46,71     | Botswana · Gofaone Ditsheko · Ontiretse Molapisi · Mpho Mangope · Leungo Mathaku | 48,46     |
| Sztafeta 4 × 400 m            | Południowa Afryka · Anri Steyn · Sonja van der Merwe · Jean-Marie Senekal · Justine Palframan          | 3:38,16   | Nigeria · Margaret Etim · Nkiruka Uwakwe · Charity Adegoke · Wisdom Isoken    | 3:38,87   | Etiopia · Abrhaley Takere · Getachew Alula · Gerezine Gebremariam · Fantu Magiso | 3:39,82   |
| Chód na 5000 m                | Aynalem Eshetu                                                                                         | 22:59,19  | Mengistu Ayele                                                                | 24:55,73  | Tahani Ghazal                                                                    | 26:06,04  |
| Skok wzwyż                    | Besnet Moussad Mohamed                                                                                 | 1,81      | Lissa Labiche                                                                 | 1,70      | Daunia Menni                                                                     | 1,65      |
| Skok o tyczce                 | Dorra Mahfoudhi                                                                                        | 3,40      | Mariska Smit Jeanne Van Dyk                                                   | 3,35      |                                                                                  |           |
| Skok w dal                    | Samantha Pretorius                                                                                     | 5,90      | Kayla Gilbert                                                                 | 5,65      | Kandji Sangone                                                                   | 5,59      |
| Trójskok                      | Valentina da Roche                                                                                     | 12,46     | Lerato Schele                                                                 | 12,07     | Danelle Erwee                                                                    | 12,05     |
| Pchnięcie kulą                | Nkechi Chime                                                                                           | 13,89     | Charlene Engelbrecht                                                          | 13,73     | Ibrahim Fadya Saad                                                               | 13,26     |
| Rzut dyskiem                  | Ischke Senekal                                                                                         | 49,90     | Charlene Engelbrecht                                                          | 46,10     | Simoné Meyer                                                                     | 45,41     |
| Rzut młotem                   | Rana Taha Ibrahim                                                                                      | 59,94     | Nahal Kamel Fahmi                                                             | 57,49     | Nabiha Gaddeh                                                                    | 52,19     |
| Rzut oszczepem                | Liezel de Swardt                                                                                       | 48,28     | Hanane Daoudi                                                                 | 43,94     | Leandri Swiegers                                                                 | 43,26     |
| Siedmiobój                    | Haris Radwa Faty                                                                                       | 4839 pkt. | Francis Kemi                                                                  | 4836 pkt. | Lissa Labiche                                                                    | 4663 pkt. |

## Rekordy
Podczas mistrzostw ustanowiono 9 krajowych rekordów w kategorii seniorów:
| Zawodnik                                                         | Reprezentacja | Konkurencja        | Rezultat |
| ---------------------------------------------------------------- | ------------- | ------------------ | -------- |
| Ghobe Khanda                                                     | Botswana      | skok o tyczce      | 2,80     |
| Magiso Manedo                                                    | Etiopia       | bieg na 200 m      | 24,44    |
| Magiso Manedo                                                    | Etiopia       | bieg na 200 m      | 23,90    |
| Phumlile Ndzinisa                                                | Suazi         | bieg na 200 m      | 24,83    |
| Phumlile Ndzinisa                                                | Suazi         | bieg na 400 m      | 55,76    |
| Annet Negesa                                                     | Uganda        | bieg na 1500 m     | 4:09,17  |
| Besnet Moussad Mohamed                                           | Egipt         | skok wzwyż         | 1,81     |
| Aynalem Eshetu                                                   | Etiopia       | chód na 5000 m     | 22:59,19 |
| Abrhaley Takere Getachew Alula Gerezine Gebremariam Fantu Magiso | Etiopia       | sztafeta 4 x 400 m | 3:39,82  |